# Powellinia messaouda
Powellinia messaouda är en fjärilsart som beskrevs av Charles Oberthür 1884. Powellinia messaouda ingår i släktet Powellinia och familjen nattflyn. Inga underarter finns listade i Catalogue of Life.